# Sandra Ygueravide
Sandra Ygueravide, född 28 december 1984 i Valencia, är en spansk basketspelare.
Sandra Ygueravide deltog vid olympiska sommarspelen 2024 och var en del av det spanska lag som tog silver i 3x3-basket.